# Herbert Kowalewsky
Herbert Kowalewsky (* 19. Mai 1907 in Kiel; † 20. Juni 2003 in Berlin) war ein deutscher Gewerkschafter und Politiker (SPD).

## Leben
Nach dem Besuch der Volksschule absolvierte Kowalewsky eine Dreherlehre bei der Deutsche Werke Kiel AG. Er arbeitete als Dreher bei der Flohr-OTIS GmbH in Berlin-Borsigwalde und wurde dort 1948 zum Vorsitzenden des Betriebsrates gewählt.
Kowalewsky war seit 1925 Mitglied der SPD. Von 1954 bis 1958 war er Bezirksverordneter in der Bezirksverordnetenversammlung von Reinickendorf. Bei den Berliner Wahlen 1958, 1963 und 1967 wurde er jeweils in das Abgeordnetenhaus von Berlin gewählt. Im Mai 1969 schied er aus dem Parlament aus.

## Ehrungen
- Am 25. Mai 1972 wurde Kowalewsky mit der Ernst-Reuter-Plakette in Bronze ausgezeichnet.[2]